# 字母

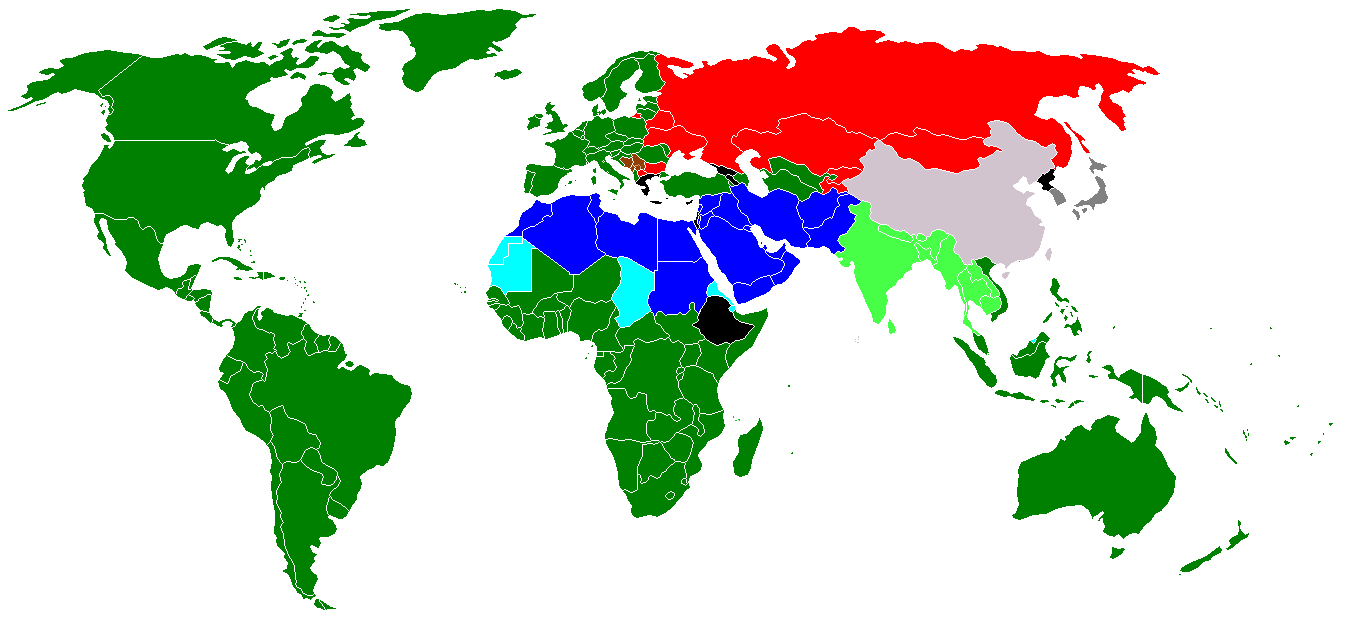
世界范围内各字母系统的分布情况。图例：
拉丁字母系统
西里尔字母系统
阿拉伯字母系统
婆罗米字母系统
混用：拉丁和西里尔字母系统
混用：拉丁和阿拉伯字母系统
混用：非字母系统和其他字母系统
其他字母系统
非字母系统

字母（letter）是音素书写系统（音位文字）的音段符号；所有字母列表的清单组成字母表（alphabet）。在语言的口语形式中，字母和音位大致对应，尽管字母和音位之间很少有一致和精确的对应关系。
音位文字使用獨立的子音和母音來構成字詞的書寫系統，這些子音母音符號就是字母，也是書寫時最基本的單位，而字母也就構成了字母系統中的字位（形素）。世界上幾乎所有的字母均發源於古埃及的聖書體文字。一個字母系統基本會有二十多至三十多個字母，例如拉丁字母系統中共有26個字母。世界上使用最廣泛的字母系統是拉丁字母系統。
字母組成了音位，而音位表示了口语中的語音。在輔音音素文字（例如阿拉伯文）中也有字母，但其中只有輔音字母，沒有母音字母。
其他不使用字母的文字系統有音節文字（例如日文），每個符號表示一個音节，或是語素文字（例如汉字），絕大部分符號可以表示一個字、音、意三位一體的語素。

## 定義及用法
字母和語音有密切關係。在純音位字母系統中，每一個音位都對應一個字母。不過在實務上，一個字母往往會對應多個音位。若二個字母組合後表示某音位，這二個字母組合稱為二合字母，例如英文中的、及。若三個字母組合後表示某音位，這三個字母組合稱為三合字母，例如德文中的。
|        |        | 全清 | 次清 | 全濁 | 次濁 | 全清 | 全濁 |
| ------ | ------ | ---- | ---- | ---- | ---- | ---- | ---- |
| 脣音   | 重脣音 | 幫   | 滂   |      | 明   |      |      |
| 脣音   | 輕脣音 | 非   | 敷   | 奉   | 微   |      |      |
| 舌音   | 舌頭音 | 端   | 透   | 定   | 泥   |      |      |
| 舌音   | 舌上音 | 知   | 徹   | 澄   | 娘   |      |      |
| 半舌音 | 半舌音 |      |      |      | 來   |      |      |
| 齒音   | 齒頭音 | 精   | 清   | 從   |      | 心   | 邪   |
| 齒音   | 正齒音 | 照   | 穿   | 牀   |      | 審   | 禪   |
| 半齒音 | 半齒音 |      |      |      | 日   |      |      |
| 牙音   | 牙音   | 見   | 溪   | 羣   | 疑   |      |      |
| 喉音   | 喉音   | 影   |      |      | 喻   | 曉   | 匣   |

中文「字母」一詞源於中國古代韻書用字母來反切出某字之讀音，例如三十六字母。
一個字母也可能因為前後字母的不同，或是语源学上的原因，對應不止一個音位。例如西班牙文的，在、或前面發[]的音（例如），在或前面則發[θ]的音（例如）。
字母可能有其對應的名稱，同一個字母可能會隨語言、歷史或方言，而有不同的名稱。例如Z在大多數英語圈國家會讀，但在美國會唸。
字母組成字母系統．有其規定的順序，一般稱之為字母順序。字母排序是指定各種語言中字母順序的科學。像在西班牙文中，ñ是一個獨立的字母，排序在的後面。在英文中，和在排序時會視為是一樣的字母。
字母也可以有其對應的數值，像羅馬數字就是用字母來表示數值。在英文中，一般會用阿拉伯數字來表示數字。
字母也可以當成單字使用，像英文中的（大寫或小寫）及（固定大寫）是都是常用的英文單字，有時在詩中會用來代替。在一些不正式的場合中（例如短訊語言）會用字母來代替一些特定的單字，例如在英文中，和是同音異義語，因此會用來代替。
人或事物有時也會用字母來命名，其原因可能有以下幾種：
1. 字母是某個詞語的簡寫，例如俚語中會用來指稱联邦调查局的探員，政府人（Government Man）的縮寫。
2. 用字母順序來計數，例如計劃、計劃、α粒子、β粒子、γ射线、δ射線（英语：delta ray）、ε射線（英语：Epsilon ray）。
3. 字母本身的形狀，例如C形夾（英语：C-clamp）、H型引擎、H型鋼、O形環、U型发动机、V型引擎等。
4. 其他原因，像X射線命名使用，是因為在數學中用表示未知數，因此用命名，表示是一個新發現的射線。

### 經典的定義

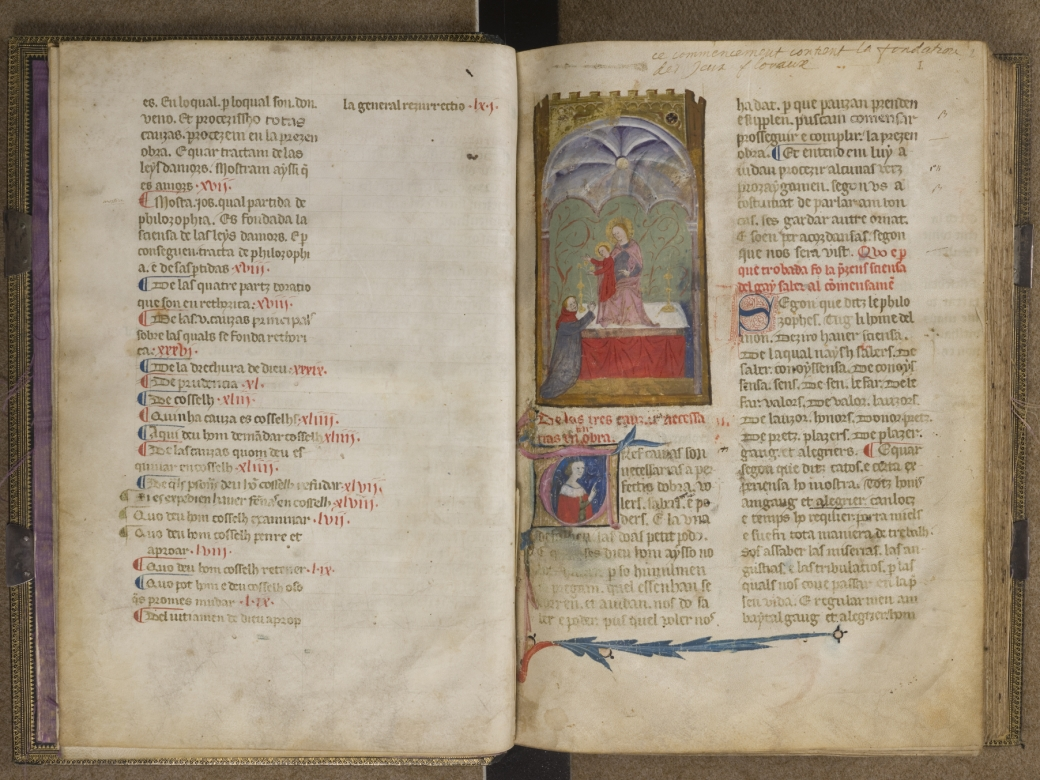
十四世紀愛的法則抄本中的二頁

蓋伊·薩伯維持會是世界上最早的文學院，曾通過舉辦弗洛拉詩歌比賽來獎勵最佳的吟游詩人，其中的成員Guilhem Molinier居延·穆利尼耶曾在其著作愛的法則（1328–1337）中為字母定義：
| Letra votz no es devisabla. E per escriure convenabla. Letra per miels esser exposta. Es menor part de votz composta. | 字母是不可分割的聲音， 適合於書寫， 若要更精準的定義， 字母是複雜聲音的最小部份。 |

## 歷史
世界上幾乎所有的字母歷史均可溯源於古埃及的聖書體文字。第一個輔音音素文字出現西元前2000年，代表埃及的閃米特人使用的語言（可參考青銅中期文化時期字母）。此後，閃米人的字母繼續衍生出了絕大部分的字母系統，或至少是對它們有很大的影響。
希臘字母是在前9世纪發明，是第一個同時有母音及子音的字母。

## 字母的類別

### 各種不同的字母
- 阿拉伯字母：‎, ‎, ‎, ‎, ‎, ‎, ‎, ‎, ‎, ‎, ‎, ‎, ‎, ‎, ‎, ‎, ‎, ‎, ‎, ‎, ‎, ‎, ‎, ‎, ‎, ‎, ‎, ‎.
- 敘利亞字母：ܐ, ܒ, ܓ, ܕ, ܗ, ܘ, ܙ, ܚ, ܛ, ܝ, ܟܟ, ܠ, ܡܡ, ܢܢ, ܣ, ܥ, ܦ（英语：Pe (letter)）, ܨ（英语：Tzadi）, ܩ, ܪ, ܫ, ܬ.
- 西里爾字母：А, Б, В, Г, Ґ, Д, Е, Є, Ж, З, И, І, Ї, Й, К, Л, М, Н, О, П, Р, С, Т, У, Ф, Х, Ц, Ч, Ш, Щ, Ю, Я, Ъ, Ь, Ђ, Љ, Њ, Ћ, Џ
- 希臘字母：Α, Β, Γ, Δ, Ε, Ζ, Η, Θ, Ι, Κ, Λ, Μ, Ν, Ξ, Ο, Π, Ρ, Σ, Τ, Υ, Φ, Χ, Ψ, Ω.
- 希伯來字母：א, ב, ג, ד, ה, ו, ז, ח, ט, י, כ, ל, מ, נ, ס, ע, פ, צ, ק, ר, ש, ת.
- 諺文字母：ㄱ ㄲ ㄴ ㄷ ㄸ ㄹ ㅁ ㅂ ㅃ ㅅ ㅆ ㅇ ㅈ ㅉ ㅊ ㅋ ㅌ ㅍ ㅎ ㅏ ㅐ ㅑ ㅒ ㅓ ㅔ ㅕ ㅖ ㅗ ㅘ ㅙ ㅚ ㅛ ㅜ ㅝ ㅞ ㅟ ㅠ ㅡ ㅢ ㅣ
- 拉丁字母：A, B, C, D, E, F, G, H, I, J, K, L, M, N, O, P, Q, R, S, T, U, V, W, X, Y, Z.

其他書寫系統和他們的字母，請參見書寫系統列表。

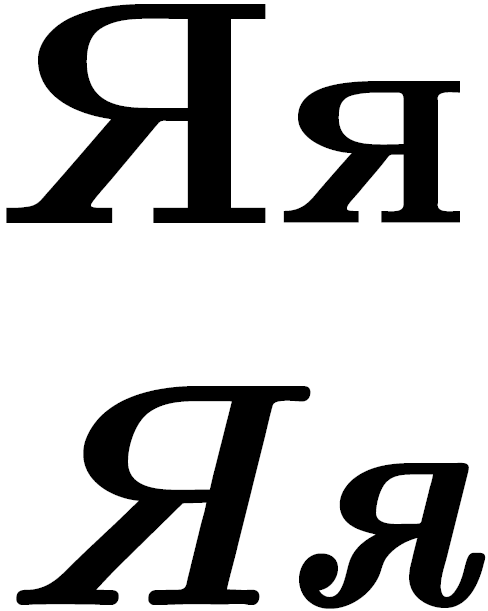
西里尔字母的Я，大寫及小寫字母，下方是斜體的大寫及小寫字母

### 大寫及小寫
有些字母系統中．每個字母有二種不同的形式，分別稱為「大寫」及「小寫」，大寫字母及小寫字母表示的聲音一樣，但在書寫時有不同的功能。大寫字母常出現在一句話的第一個字母，專有名詞的第一個字母等。不過隨著語言的不同，也可能有其他的功能，例如在德文中，所有名詞的第一個字母都要大寫。

### 字體和字形
字體是指一套有單一風格的字母或字體形式。依選用字體的不同．字母的形式、字寬、傾斜角度或是一些細節也可能有所不同。字型除了指定字體外，還指定其字體的大小。
書法是指用藝術的方式書寫字母或字形．作品中相同的字有可能有不同的方式來表達。

## 字母的演变
在闪米特字母中又以腓尼基字母最为古老。这种字母是辅音字母，全部22个字母都是辅音。随着社会的发展，又演变出许多字母。下面是一个演变情况的简单说明：
腓尼基字母
- 东支：亞拉姆字母
  - 叙利亚字母
    - 叙利亚-巴勒斯坦字母
    - 阿拉伯字母
    - 回鹘字母
    - 蒙古字母
    - 满文字母

  - 婆羅米字母
    - 梵文字母
    - 泰文字母
    - 藏文字母
    - 朝鲜字母

  - 希伯來字母
- 西支
  - 东希腊字母
    - 古希腊字母
    - 格拉哥里字母
      - 西里尔字母

  - 西希腊字母
    - 現代希腊字母
    - 拉丁字母

其中阿拉伯字母、西里尔字母和拉丁字母影响最大。

## 字母频率
字母频率是指特定字母出現的頻率，某一語言的字母頻率可以用分析大量的文章，計算各字母的相對頻率而得到。字母频率可以用在密碼學中，也可以用在其他的領域。英文中最常出現的十個字母是e, t, a, o, i, n, s, h, r及d．其中字母e出現的頻率約有13%。